# (1042) Amazona
(1042) Amazona es un asteroide perteneciente al cinturón exterior de asteroides descubierto por Karl Wilhelm Reinmuth desde el observatorio de Heidelberg-Königstuhl, Alemania, el 22 de abril de 1925.

## Designación y nombre
Amazona se designó inicialmente como 1925 HA.
Más adelante fue nombrado por las amazonas, pueblo de guerreras de la mitología griega.

## Características orbitales
Amazona está situado a una distancia media del Sol de 3,233 ua, pudiendo alejarse hasta 3,531 ua y acercarse hasta 2,936 ua. Tiene una excentricidad de 0,09197 y una inclinación orbital de 20,68°. Emplea en completar una órbita alrededor del Sol 2123 días.